# Мамедов Хаджи-Мурат Миколайович
Мамедов Хаджи-Мурат Миколайович — український кінооператор, кінорежисер.
Народився 3 квітня 1939 р. в м. Цхінвалі (Грузія) в родині службовців. Закінчив операторський факультет Всесоюзного державного інституту кінематографії (1967).
З 1967 р. працює на Київській студії науково-популярних фільмів, де зняв понад 50 техніко-пропагандистських і навчальних стрічок: «Земля моя, доле моя» (1966), «…І річка Тетерів» (1967), «Поруч з Леніном», «Ленін і шахтарі» (1969), «Пороги» (1971, у співавт., Диплом за найкращу операторську роботу IV Всесоюзного кінофестивалю спортивних фільмів, Одеса, 1972).
З 1972 р. — оператор і режисер студії «Укркінохроніка».
Зняв стрічки: «Лети, лелеко, лети до Раски» (1973, Диплом Міжнародного кінофестивалю, Краків, 1975; Диплом IX Міжнародного кінофестивалю, Москва, 1975), «Іду шукати» (1974, у співавт., Приз VI Всесоюзного кінофестивалю телефільмів, Тбілісі, 1975), «Шлях до тунелю» (1975, у співавт, Диплом і Приз «Срібний голуб» XIX Міжнародного кінофестивалю документальних фільмів, Лейпциг, 1976), «Червонозоряна юність» (1975), «Полум'я шостої», «Хліб України. Рік 1977».
Режисер-оператор фільмів: «Дружба, народжена подвигом», «Катюжанські матері» (1976), «Пам'ять про революцію» (1977), «Посміхнися, вовку» (1978), «Ленінградка» (1980), «Заради життя на землі» (1981), «Сини двох народів» (1982), «День за днем», «Місту Рівне 700» (1983), «Бабусю, надіньте ордени», «Жінка з Равенсбрюка» (1984), «Чому йде Сергій Довженко», «Аве Марія», «У неділю рано» (1987, Приз «Золотий дракон», Польща, 1988), «Рана», «Зона» (1988), «Розторгнення договору» (1991), «Хто хоче війни?», «Українці. Ми врятовані» (1992), «Один день» (1993), «Вчора, сьогодні, вічно» (1996), «Оболонь», «Ми любові не бачили — не війна, так горе» (1997), «Вулиця мого життя» (1999, відео), «Більш, ніж кіно… Єжи Кавалерович» (2002), «Как белый камень в глубине колодца. Анна Ахматова» (2003, авт. сцен., реж.., опер.) та ін.
Член Національної спілки кінематографістів України.